# Acer sycopseoides
Acer sycopseoides é uma espécie de árvore do gênero Acer, pertencente à família Aceraceae.